# ليو فانجزو
ليو فانجزو (بالصينية: 劉方舟) مواليد 12 ديسمبر 1995 في الصين، هي لاعبة كرة مضرب صينية تلعب باليد اليمنى وتحتل حالياً المرتبة 214 (21 مارس 2016) في تصنيف رابطة محترفات كرة المضرب. أعلى تصنيف لها في الفردي كان 214. أعلى تصنيف لها في الزوجي كان 919.

## النهائيات

### الفردي (2–5)
| الحصيلة | الرقم | التاريخ        | الدورة                    | الأرضية | المنافس      | النتيجة             |
| ------- | ----- | -------------- | ------------------------- | ------- | ------------ | ------------------- |
| الوصافة | 1.    | 24 مارس 2012   | كوفو، اليابان             | صلبة    | هيروكو كواتا | 4–6, 6–4, 6–7 (7–9) |
| الوصافة | 2.    | 26 مايو 2013   | غويانغ، كوريا الجنوبية    | صلبة    | دوان ينغينغ  | 3–6, 4–6            |
| الوصافة | 3.    | 22 فبراير 2014 | محافظة نونثابوري، تايلاند | صلبة    | تشانغ لينغ   | 3–6, 3–6            |
| الوصافة | 4.    | 24 مارس 2014   | شنجن، الصين               | صلبة    | تشان تشين وي | 6–2, 3–6, 3–6       |
| الفوز   | 1.    | 16 نوفمبر 2014 | بنديجو، أستراليا          | صلبة    | ريسا أوزاكي  | 6–4, 6–3            |
| الفوز   | 2.    | 13 مارس 2016   | نانجينغ، الصين            | صلبة    | تيان ران     | 6–3, 6–2            |
| الوصافة | 5.    | 27 مارس 2016   | تشيوانتشو، الصين          | صلبة    | وانغ كيانغ   | 2–6, 2–6            |

## روابط خارجية
- ليو فانجزو على موقع رابطة محترفات التنس (الإنجليزية)
- ليو فانجزو على موقع الاتحاد الدولي لكرة المضرب (الإنجليزية)
- ليو فانجزو على موقع كأس بيلي جين كينغ (الإنجليزية)
- ليو فانجزو على موقع خلاصة التنس.كوم (الإنجليزية)
- ليو فانجزو على موقع اللجنة الأولمبية الصينية (الإنجليزية)